# 蠟山政道
蠟山 政道（ろうやま まさみち、1895年11月21日 - 1980年5月15日）は、日本の政治学者・行政学者・政治家。お茶の水女子大学名誉教授。民主社会主義の提唱者であり、行政学研究の先駆的存在である。

## 経歴

### 出生から終戦まで
新潟県刈羽郡鵜川村で蝋山政次郎と母寛子（衆議院議員・牧口義方の二女）の長男として生まれる。父は1872年8月に蝋山政右衛門の長男として生まれ、同家8代目の当主であった。祖父政右衛門が群馬県高崎市歌川町で蝋山酒造を経営していたため同地で育つ。父は上州銀行や上州信託、高崎倉庫株式会社の取締役をはじめ、上州電気鉄道株式会社の監査役を務めるなど群馬県経済界の重鎮であった。
1913年3月に県立高崎中学校、1917年7月に第一高等学校を卒業し、東京帝国大学法学部政治学科に進学。在学中に吉野作造の影響を受け東大新人会に参加、政治学の研究を志す。特に雑誌『社会思想』の同人であった河合栄治郎のすすめから、イギリス社会主義の研究をはじめ、その後の民主社会主義理論家としての素地を作る。
1920年7月大学を卒業と同時に法学部助手に採用、1922年同助教授を経て、1928年教授に任官。1927年からは新設された行政学講座を担当する。1939年4月に行なわれた東大経済学部の人事処分（平賀粛学）をめぐり、親交のあった河合栄治郎が休職処分とされたことに殉ずる形で抗議の辞任を行い、大学在職時から続けていた雑誌等での言論活動に主軸を移す。
政治的には二・二六事件に際して『帝国大学新聞』に軍部批判の論説を掲載するなど、軍部に対して批判的な姿勢を見せたが、一方で、一高・東大同期の三輪寿壮とのつながりもあり、社会大衆党などの右派無産政党や近衛文麿に接近し、1934年5月、当時貴族院議長の近衛が親善特使として米国に派遣された際にも同行している。また、1930年代の政党政治の行き詰まりや軍部台頭のなかで国内政治体制の刷新のため「立憲独裁」を提唱して近衛のブレーン組織である昭和研究会設立構想に参加、日中戦争下の1938年には『改造』に掲載した論説により「東亜協同体」をめぐる論争の口火を切った。
1942年4月の翼賛選挙では近衛や井上房一郎の勧めを受けて推薦候補として群馬二区に立候補、衆議院議員に当選する（任期途中で翼賛政治会を脱会し、翼壮議員同志会に参加）。また、戦時期にはフィリピンの軍政監部顧問であった村田省蔵の指名により、大学以来の旧友・東畑精一とともに占領地の調査に参加した。

### 戦後の活動
終戦後の1945年12月1日に議員を辞任し、中央公論社副社長・『中央公論』編集主任に就任するが、1946年11月には言論活動に専念するため辞職している。また、1947年には公職追放を受けたが、翌年には追放を解除された。この追放にあたっては木村健康・丸山真男・辻清明らが追放解除の嘆願書を占領軍に送っている。1948年に日本政治学会理事に就任したのちは要職を歴任し、1949年に公益事業学会理事長に就任、1950年には自らが主導して日本行政学会を設立、初代理事長になった。
大学教育にも復帰し、1950年1月にはお茶の水女子大学学長に就任、1959年12月まで務めた後、1962年4月から国際基督教大学教授に就任、同大の大学院行政学研究科設置に協力した。
お茶の水大学学長当時、「チェーホフの会」という愛好会の立ち上げを発案。学長退任まで定期的に読書会などを開いていた。（「私のチェーホフ」旭季彦著、新興出版社、1974年、のp201〜お茶の水大学「チェーホフの会」のことども）
この間も学外の要職を歴任し、民主教育協会会長（1954-1962年）、東京都教育委員長（1968-1979年）のほか、中央教育審議会委員（1969年就任）・NHK番組審議会委員（1959年就任）・憲法調査会委員（1957年就任）・第一次臨時行政調査会（第一次臨調）委員（1962-1964年）をはじめとする各種委員を務めた。
また1951年からは民主社会主義連盟理事長として社会党右派の政策路線を学問的・理論的にサポートしており、1960年の民主社会党結成時には執行委員長への就任も取りざたされたが、蝋山はこれは辞退した。しかし、民社党結成と同時に発足した同党の政策を理論的に補完する民主社会主義研究会議の議長に就任し、理論的イデオローグとして特に日米安保肯定論で民社党の外交・防衛政策を理論づけたことは有名である。
1966年4月勲一等瑞宝章を受章し、1968年には日本学士院会員となるが、1980年急性心不全で死去する。墓所は小平霊園。
戦前・戦後を通じた研究者・言論人としての旺盛な活動、現実政治への関与から今日も蝋山に対する関心は高く、「行政学研究のパイオニア」「1930年代を代表する『革新派』知識人」などの視点から蝋山自身を対象とする研究が蓄積されている。また、蝋山が端緒をつけた行政学研究は、蝋山の講座を継承した辻清明や今村都南雄らによって継承発展することとなる。

## 家族
蝋山は六人兄弟の長男で、弟には講座派マルクス経済学者・京都大学教授の山田勝次郎（二男）、アジア・アフリカ問題評論家の蝋山芳郎（五男）、美峰酒類の社長小山長四郎がいる。生前蝋山は「蝋山家は子沢山で、左は共産党から右は自民党までいる。いきおい長男の私は（中間の）民主社会主義でいくことになる」とよく冗談で語ったとされる。国際政治学者・上智大学名誉教授の蝋山道雄は長男、生物学者・カナダ国立海洋森林研究所所長を務めた蝋山朋雄は二男。中央公論社社長を務めた嶋中鵬二の妻雅子は長女。

## その他
市村今朝蔵夫妻が1930年代に開拓した、長野県軽井沢町南原にある学者村別荘地「友達の村」に初期から別荘を構えた。蝋山は、「私達の一生の中で、軽井沢南原の生活は大きな位置を占めている」と記している。

## 年譜
- 1913年　県立高崎中学校卒業。
- 1917年　第一高等学校卒業。
- 1920年　東京帝国大学法学部政治学科卒業、同助手に採用。
- 1922年　東京帝国大学法学部助教授（-1928年）。
- 1925年　イギリス留学（-1927年）。
- 1928年　東京帝国大学法学部教授。
- 1934年　近衛文麿親善特使訪米に同行。
- 1939年　東京大学を依願免官。
- 1942年　第21回衆議院議員総選挙に大政翼賛会推薦候補として出馬、当選。
- 1945年　衆院議員辞任（9月）、中央公論社副社長（-1946年11月）。
- 1947年　公職追放（-1948年）。
- 1948年　日本政治学会理事。
- 1951年　民主社会主義連盟理事長。
- 1954年　お茶の水女子大学学長（-1959年）、民主教育協会会長（-1962年）。
- 1957年　憲法調査会委員。
- 1960年　民主社会主義研究会議議長。
- 1962年　国際基督教大学教授（-1965年）
- 1965年　国際基督教大学客員教授（-1970年）
- 1966年　勲一等瑞宝章受章。
- 1967年　東京都教育委員会委員長。
- 1968年　日本学士院会員、全国都道府県教育委員会連合会会長（-1979年）。
- 1969年　中央教育審議会委員。
- 1980年　急性心不全で死去。叙正三位、賜銀杯一組。

## 著書

### 単著
- 『政治学の任務と対象――政治学理論の批判的研究』（巖松堂書店、1925年／中公文庫、1979年）
- 『国際政治と国際行政』（巖松堂書店、1928年）
- 『行政学総論』（日本評論社、1928年）
- 『無産政党論』（日本評論社、1930年）
- 『行政組織論』（日本評論社、1930年）
- 『公民政治論』（雄風館書房、1931年）
- 『日満関係の研究』（斯文書院、1933年）
- 『日本政治動向論』（高陽書院、1933年）
- 『現代の社会思想』（高陽書院、1934年）
- 『行政学原論』（日本評論社、1935年。加筆改題「行政学講義序論」同、1950年）
- 『議会・政党・選挙』（日本評論社、1935年）
- 『現代社会思想講話』（高陽書院、1937年）
- 『地方行政論』（日本評論社、1937年）
- 『世界の変局と日本の世界政策』（厳松堂書店、1938年）
- 『ヒューマニズムの政治思想』（岩波書店、1938年／講談社学術文庫、1977年）
- 『政治史』（東洋経済新報社、1940年）
- 『東亜と世界――新秩序への論策』（改造社、1941年）
- 『農村自治の変貌（1・2）』（農業綜合研究所、1948・1951年）
- 『日本における近代政治学の発達』（実業之日本社、1949年／ぺりかん社、1968年／新泉社、1969年）
- 『日本における政治意識の諸様相』（勁草書房、1949年）
- 『政党の研究』（白日書院、1949年）
- 『「共産党宣言」批判』（明治書院、1949年）
- 『英国地方行政の研究』（国土社、1949年）
- 『あたらしい国家観と地方自治』（民主教育協会、1950年）
- 『政治の話』（寳文館、1950年）
- 『比較政治機構論』（岩波書店、1950年）
- 『国際社会における国家主権』（弘文堂、1950年／講談社学術文庫、1977年）
- 『近代官吏制度の発達――比較制度的研究』（日本評論社、1951年）
- 『政治学原理』（岩波書店、1952年）
- 『地方制度の改革』（社会思想社、1953年）
- 『日本の政治』（毎日新聞社、1955年）
- 『社会生活入門――学窓から社会へ』（実業之日本社、1955年）
- 『地方制度の改革』（中央経済社、1958年）
- 『大学及び大学生論』（中央公論社、1960年）
- 『教育の中立性』（民主教育協会、1962年）
- 『行政学研究論文集』（勁草書房、1965年）
- 『新日本のビジョン』（朝日新聞社, 1965年）
- 『公益企業論』（国土社、1980年。増補版　同、1988年）
- 『国策企業・公企業論――国家と産業との関係』（国土社、1981年）
- 『地方自治・地方公益企業論』（国土社、1985年）

### 共著
- （河合栄治郎）『学生思想問題』（岩波書店、1932年）
- 『満蒙事情総覧』（著者代表、改造社、1932年）
- 『各国官吏制度の研究』（著作者代表、プレブス社、1948年）
- （南原繁・矢部貞治）『小野塚喜平次――人と業績』（岩波書店、1963年）
- 『日本の歴史（26）よみがえる日本』（責任編集、中央公論社、1967年、中公バックス、1971年／中公文庫、1974年、改版2006年）

### 編著
- 『吉野作造先生追悼記念政治及政治史研究』（岩波書店、1935年）
- 『国家学論集――国家学会五十周年記念』（有斐閣、1937年）
- 『東亜に関する条約と外交』（大東書館、1942年）
- 『新憲法講座（上・下）』（国土社、1949年）
- 『政治意識の解剖』（朝日新聞社、1949年）
- 『総選挙の実態』（岩波書店、1955年）
- 『政党』（有斐閣、1956年）
- 『大学制度の再検討』（福村出版、1962年）

### 共編著
- （一瀬智司）『首都圏の水資源開発』（東京大学出版会、1968年）

### 訳書
- フリッツ・シユテイア・ソムロウ（Fritz Stier-Somlo）『政治学』（政治学普及会、1922年）
- 編訳『独逸の対外経済政策』（大東書館、1942年）
- ウィリアム・A・ロブソン『世界の大都市――その行政と政治と計画』（東京市政調査会、1958年）
- アーノルド・J・トインビー『歴史の研究（全3巻）』（社会思想研究会出版部、1949年）

### 著作集
- 『現代知性全集 45 蝋山政道集』（日本書房、1960年）
- 『蝋山政道評論著作集』（中央公論社、1959-1962年）

1巻「国際政治と日本外交」
2巻「民主社会主義への道」
3巻「議会主義と政党政治」
4巻「政治と教育」
5巻「行政改革の諸問題」
6巻「大学及び大学生論」

## 関連文献
- 蝋山政道追想集刊行会編『追想の蝋山政道』（中央公論事業出版、1982年）
- 井上寿一『アジア主義を問いなおす』（筑摩書房［ちくま新書］、2006年／ちくま学芸文庫、2016年）、ISBN 448-0097589
- 今村都南雄「蝋山行政学の形成背景(1)蝋山政道の生涯」『法学新報』第112巻7・8、中央大学法学会、2006年3月、1-48頁、ISSN 00096296。
- 今村都南雄「蝋山行政学の形成背景(2・完)蝋山政道の生涯」『法学新報』第112巻9・10、中央大学法学会、2006年3月、39-91頁、ISSN 00096296。
- 今村都南雄「蝋山行政学の形成(1)初期の問題認識」『法学新報』第112巻11・12、中央大学法学会、2006年7月、93-116頁、ISSN 00096296。
- 今村都南雄「蝋山行政学の形成(2)行政学研究の本格展開」『法学新報』第113巻1・2、中央大学法学会、2006年7月、79-107頁、ISSN 00096296。
- 今村都南雄「蝋山行政学の形成(3)体系化の構想と頓挫」『法学新報』第113巻3・4、中央大学法学会、2007年1月、1-34頁、ISSN 00096296。
- 今村都南雄『ガバナンスの探求――蝋山政道を読む』（勁草書房、2009年）、ISBN 978-4326351466
- 萩原延壽と対談「よみがえる日本の課題」-『日本の歴史 別巻 〈対談・総索引〉』 中公文庫、2007年。初版は「日本の歴史〈26〉 よみがえる日本」の付録。中央公論社、1967年
- 小関素明「民本主義論の終焉と二大政党制論の改造――蝋山政道のナショナル・デモクラシー論と二大政党制論」『史林』80巻1号（1997年）
- 小林啓治「戦間期の国際秩序認識と東亜協同体論の形成:蝋山政道の国際政治論を中心として」『日本史研究』第424号、日本史研究会、1997年12月、30-54頁、ISSN 03868850。
- 酒井哲哉「『東亜協同体論』から『近代化論』へ――蝋山政道における地域・開発・ナショナリズム論の位相」日本政治学会編『年報政治学 日本外交におけるアジア主義』（岩波書店, 1998年）
- 富田宏治「1930年代の国内政治体制『革新』構想――蝋山政道の場合(1-3）」『名古屋大学法政論集』105-107号（1985-1986年）
- 永井憲一「蝋山政道の人と生涯（覚書）」『法学志林』94巻3号（1997年）
- 藤岡健太郎「戦間期日本知識人の東アジア国際秩序認識の構造:蝋山政道と末広重雄の場合」『九州史学』第125号、九州史学研究会、2000年5月、27-51頁、ISSN 04511638。
- 藤岡健太郎「満洲問題の『発見』と日本の知識人――IPR京都会議と蝋山政道の議論を中心に」『九州史学』143号（2005年）
- 三谷太一郎「国際環境の変動と日本の知識人」細谷千博ほか編『日米関係史・開戦に至る十年（4）マス・メディアと知識人』 （東京大学出版会, 1972年）
- 三谷太一郎「日本の政治学のアイデンティティを求めて:蝋山政治学に見る第一次世界戦争後の日本の政治学とその変容」『成蹊法学』第49号、成蹊大学法学会、1999年3月、79-111頁、ISSN 03888827。
- 三輪建二「祖父三輪寿壮――大衆と歩んだ信念の政治家」（鳳書房、2017年）
- 盛田良治「戦時下における蝋山政道の<フィリピン経験>」『日本思想史研究会会報』19号（2001年）
- 山口浩志「初期蝋山政道の外交論(1・2)」『政治経済史学』443号／444号（2003年）
- 山口浩志「戦前における蝋山政道の政治論――近衛新体制期までの推移（1・2）」『政治経済史学』465号／466号（2005年）
- 王継洲「社会民主主義者としての蠟山政道ー1910 - 1920年代を中心にー」『社学研論集』第37巻、早稲田大学大学院社会科学研究科、日本、2021年3月25日、1-16頁、hdl:2065/00082809、ISSN 1348-0790、2024年12月12日閲覧。